# Бриџер (округ Карбон, Монтана)
Бриџер (енгл. Bridger, Carbon County) град је у америчкој савезној држави Монтана.

## Демографија
По попису из 2010. године број становника је 708, што је 37 (-5,0%) становника мање него 2000. године.
| Група             | 2000.       | 2010.       |
| Белци             | 707 (94,9%) | 669 (94,5%) |
| Афроамериканци    | 0 (0,0%)    | 1 (0,1%)    |
| Азијати           | 0 (0,0%)    | 2 (0,3%)    |
| Хиспаноамериканци | 27 (3,6%)   | 13 (1,8%)   |
| Укупно            | 745         | 708         |